# La Fortuna (metrostation)
La Fortuna is een metrostation in het stadsdeel Leganés van de Spaanse hoofdstad Madrid. Het station werd geopend op 5 oktober 2010 en wordt bediend door lijn 11 van de metro van Madrid.